# Badalona
Badalona er en by i regionen Katalonien i det nordøstlige Spanien, med 227.083(2024) indbyggere. Byen ligger meget tæt ved Kataloniens hovedby Barcelona, og regnes derfor ofte som en forstad til denne.